# Pobłocie Wielkie
Pobłocie Wielkie (deutsch Groß Pobloth) ist ein Dorf in der Woiwodschaft Westpommern in Polen. Das Dorf gehört zur Gmina Karlino (Stadt- und Landgemeinde Körlin) im Powiat Białogardzki (Belgarder Kreis). 

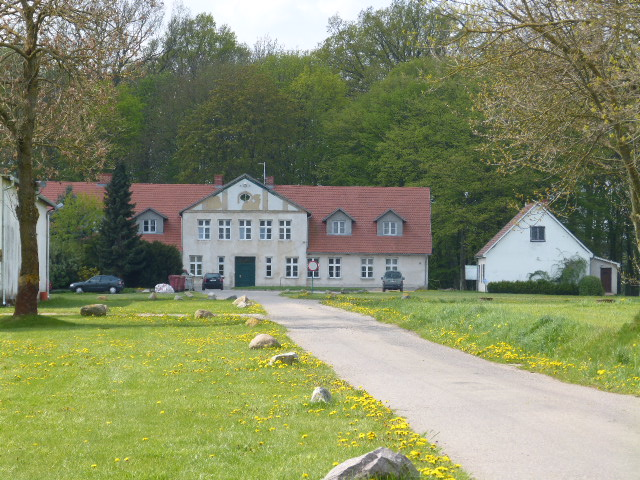
Gutshaus (2014)

## Geographische Lage
Das Dorf liegt in Hinterpommern, etwa 105 km nordöstlich von Stettin und etwa 20 km südöstlich von Kolberg. 
Die nächsten Nachbarorte sind im Westen Pobłocie Małe (Klein Pobloth), im Osten Karścino (Kerstin) und im Südosten Krukowo (Kruckenbeck). 

## Geschichte
Das Dorf wurde wohl im 14. Jahrhundert im Herzogtum Pommern als Angerdorf angelegt, östlich von einem ursprünglich slawischen, bereits 1159 als „Poblote“ genannten Dorf. Danach erhielt das ältere Dorf den Namen Klein Pobloth, das neugegründete Dorf den Namen Groß Pobloth. Die Unterscheidung in Klein Pobloth und Groß Pobloth ist aber erstmals aus dem Jahre 1484 überliefert, als ein Karsten Damitz den Anspruch auf eine jährliche Pacht aus „Lütken Pobloth“ verkaufte. 
Groß Pobloth war, wie auch Klein Pobloth, ein altes Lehen der adligen Familie von Damitz. Die Vasallentabelle des Stifts Cammin zeigt 1572 die Familie als Inhaber von Groß Pobloth.
Auf der Lubinschen Karte des Herzogtums Pommern von 1618 ist „G[roß] Poblat“ eingetragen. 
Später ging der Besitz an die adlige Familie von Blankenburg über, die erstmals 1666 als Besitzer genannt wurde. Zeitweilig war der Besitz in zwei Anteile aufgeteilt, bis 1767 Friedrich von Blankenburg ganz Groß Pobloth in seiner Hand vereinigte. Er verkaufte Groß Pobloth 1781 an den Obersten Christian Ludwig von Kenitz, der es aber bereits nach einigen Jahren wieder verkaufte.   
In Ludwig Wilhelm Brüggemanns Ausführlicher Beschreibung des Königlich-Preußischen Herzogtums Vor- und Hinterpommern (1784) ist Groß Pobloth unter den adeligen Gütern des Fürstentums Cammin aufgeführt. Damals gab es in Groß Pobloth ein Vorwerk, also den Gutsbetrieb, acht Bauernstellen, zwei Kossätenstellen und einen Krug, insgesamt 19 Haushaltungen („Feuerstellen“). Groß Pobloth lag damals „auf der Straße von Cörlin nach Treptow“.
Im 19. Jahrhundert wurde knapp 2 Kilometer nördlich von Groß Pobloth das Vorwerk Groß Pobloth angelegt. In den 1920er Jahren wurde das Vorwerk aufgegeben, die Gebäude wurden abgebrochen.
Die durch Groß Pobloth führende Landstraße wurde von 1868 bis 1873 zur Chaussee ausgebaut. 
Im Jahre 1909 erhielt Groß Pobloth Bahnanschluss mit dem Bau der Bahnstrecke Groß Jestin–Groß Pobloth der Kolberger Kleinbahn. Die Strecke wurde im Jahre 1915 über Groß Pobloth bis Körlin verlängert. Sie ist heute stillgelegt. 
Die Besitzerfamilien des Gutes Groß Pobloth wechselten seit dem 19. Jahrhundert mehrfach, seit 1804 waren es nichtadlige Besitzer. Letzter Besitzer war Fritz Weske, der das Gut im Jahre 1900 von der Kreissparkasse Kolberg-Körlin kaufte und bis 1945 bewirtschaftete. 
Ab dem 19. Jahrhundert bestanden der größere Gutsbezirk Groß Pobloth und die kleinere Landgemeinde Groß Pobloth nebeneinander. Der Gutsbezirk umfasste (Stand 1864) ein Gebiet von 640 Hektar und zählte (Stand 1867) 216 Einwohner; die Landgemeinde umfasste (Stand 1864) ein Gebiet von 74 Hektar und zählte (Stand 1867) 47 Einwohner, bis 1925 sank die Einwohnerzahl auf 17 Einwohner. 
Im Rahmen der Auflösung der Gutsbezirke in Preußen wurden die Landgemeinde Groß Pobloth, der Gutsbezirk Groß Pobloth und der Gutsbezirk Klein Pobloth zu einer neuen Landgemeinde zusammengefasst, die den Namen „Pobloth“ erhielt. Bis 1945 bildete Groß Pobloth eine Ortschaft in der Gemeinde Pobloth und gehörte mit dieser zum Landkreis Kolberg-Körlin in der preußischen Provinz Pommern.
1945 kam Groß Pobloth, wie ganz Hinterpommern, an Polen. Die Bevölkerung wurde vertrieben und durch Polen ersetzt. Der Ortsname wurde zu „Pobłocie Wielkie“ polonisiert.
Das Dorf gehört heute zur Gmina Karlino (Stadt- und Landgemeinde Körlin), in der es ein eigenes Schulzenamt bildet, zu dem auch der unbewohnte, historisch zum benachbarten Kerstin gehörende Wohnplatz Wietszyno (Johannesthal) zählt.

## Entwicklung der Einwohnerzahlen
- 1816: 138 Einwohner[4]
- 1855: 264 Einwohner[4]
- 1864: 247 Einwohner[4]
- 1895: 289 Einwohner[4]
- 1919: 239 Einwohner[4]
- 1925: 236 Einwohner[4]
- 2014: 248 Einwohner[5]